# Parroquia Andrés Eloy Blanco
La Parroquia urbana Andrés Eloy Blanco es una división-político administrativa venezolana, se encuentra ubicada en el Municipio Girardot, Estado Aragua, Venezuela y posee una población aproximada de 55 mil habitantes. La parroquia es parte del límite sur del municipio con el Lago de Valencia y el Río Güey.
La parroquia comprende algunas de las comunidades de más bajos recursos de la ciudad al sur de Avenida Mariño, incluyendo los sectores del Casco Central Oeste, Barrio la Democracia I y II, Barrio El Milagro, Urb. La Esperanza, Urb. Los Caobos, Barrio Alayón, Barrio Santa Rosa Sur I y II, Urb. San Miguel, Urb. Fundación Maracay, Barrio Libertador, Barrio Brisas del Lago y Sector Las Carmenes. Muchas de las zonas habitadas del sur de la parroquia fueron evacuadas dado el aumento del nivel del Lago de Valencia.